# Aymar Adhémar de Monteil de La Garde
Pour les articles homonymes, voir Adhémar de Monteil (homonymie), Adhémar et Monteil.
Aymar Adhémar de La Garde (vers 1299 - Metz, 12 mai 1361) est le 70e évêque de Metz de 1327 à 1361. 

## Biographie
Aymar Adhémar de La Garde est fils d’Hugues II Adhémar de La Garde, sixième seigneur de La Garde et co-seigneur de Monteil (aujourd'hui Montélimar), et de Sibylle de Poitiers.
Issu de la première branche cadette d’une famille noble du Dauphiné, il est nommé archidiacre de Reims, puis doyen de la cathédrale de Toul avant d’être nommé évêque souverain de Metz en 1327, succédant à son oncle Louis de Poitiers.
Il entra en conflit avec le duc Raoul de Lorraine, lorsque le roi de France Philippe VI de Valois intervint, et amena la conclusion d'un traité de paix. Il participa, le 26 août 1346, à la bataille de Crécy, aux côtés du roi de France.
Ce prélat eut ensuite des démêlés avec la régente de Lorraine Marie de Châtillon et avec le duc Robert Ier de Bar. Il réduisit en cendres la forteresse de Château-Salins, envahit le Barrois, et prit Conflans-en-Jarnisy.
Ses dépenses militaires l'obligèrent à faire des emprunts et à engager des terres considérables et des villes entières, telles que Neuviller et Sarrebourg.
Après sa mort survenue le 12 mai 1361,,, Adhémar a été enterré dans la chapelle des évêques qu'il avait fait construire dans la cathédrale de Metz.